# Il cuoco
Il cuoco (The Cook) è un cortometraggio muto del 1918, diretto da Roscoe Arbuckle che lo interpreta insieme a Buster Keaton.

## Trama
Nel tentativo di attirare più clienti, il cuoco di un raffinato ristorante sul mare, Fatty, e il suo fidato primo cameriere, Keaton, si cimentano in una goffa ma divertente danza tra i tavoli, creando scompiglio tra i piatti e le bottiglie. L'atmosfera allegra viene però interrotta bruscamente dall'arrivo di un vagabondo prepotente, Holdup Man, che inizia a importunare la cameriera del locale, costringendola a ballare con lui contro la sua volontà. Fatty, Keaton e il gestore del ristorante tentano di affrontarlo, ma è solo l'intervento provvidenziale di Luke, il cane di Fatty, a mettere in fuga l'intruso.
Dopo il caos in sala, Fatty e Keaton si concedono un pasto insieme ad alcuni avventori, confrontandosi con la difficoltà di mangiare un piatto di spaghetti alla maniera tradizionale. La soluzione? Tagliare la pasta con delle forbici per renderla più facile da gestire. Il giorno seguente, Fatty si dedica alla pesca con il suo cane, mentre Keaton porta la cameriera a fare un giro al Luna Park. Mentre il cuoco, con la sua lunga canna da pesca, causa una serie di incidenti nel parco, la cameriera si ritrova nuovamente nei guai: separata da Keaton, viene inseguita da Holdup Man e, nel tentativo di sfuggirgli, si arrampica sulle montagne russe, finendo per cadere in mare. Ancora una volta, il coraggioso Luke mette in fuga l'aggressore, mentre Fatty e Keaton cercano di soccorrere la ragazza. Tuttavia, il loro tentativo di salvataggio prende una piega inaspettata, trascinandoli in un'ulteriore serie di gag esilaranti.

## Produzione
Il film fu prodotto dalla Comique Film Company.

## Distribuzione
Distribuito dalla Famous Players-Lasky Corporation (Paramount), il film - presentato da Joseph M. Schenck - uscì nelle sale cinematografiche statunitensi il 15 settembre 1918.
Considerato un film perduto, è stato ritrovato in un contenitore privo di etichetta nell'Istituto Cinematografico Norvegese nel 1998, insieme a A Reckless Romeo.